# Bojan Mohar

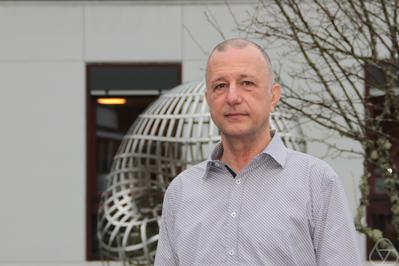
Bojan Mohar, 2022

Bojan Mohar (* 21. September 1956 in Novo mesto) ist ein slowenischer Mathematiker, der sich mit Graphentheorie befasst.

## Biografie
Mohar wurde 1986 bei Tomaz Pisanski an der Universität Ljubljana promoviert und ist Professor an der Universität Ljubljana. Außerdem hat er seit 2005 einen Canada Research Chair an der Simon Fraser University.
Mohar befasst sich mit Topologischer Graphentheorie (zum Beispiel Graphen auf Flächen, planare Graphen), Graph-Minoren, Graphenfärbungen (unter anderem Nowhere-zero flows), Graphen-Algorithmen und algebraischer Graphentheorie (Eigenwerte des Laplaceoperators auf Graphen, Spektren unendlicher Graphen). Er forscht an einer umfassenden Theorie der geometrischen Einbettung von Graphen. Er befasst sich auch mit Anwendungen der Graphentheorie in der Chemie (Wiener-Index).
Er war Gastwissenschaftler an der Technischen Universität Dänemarks, der TU Ilmenau, der Simon Fraser University, der McGill University, am Georgia Institute of Technology und an der EHESS in Paris.
1988 war er Fulbright-Stipendiat, 2004 erhielt er den slowenischen Boris Kidrič  Preis und 2010 die Euler-Medaille. In der Laudatio für die Euler-Medaille wurde er als einer der weltweit führenden Mathematiker im Bereich Diskrete Mathematik gewürdigt. 2018 wurde er SIAM Fellow und erhielt den John L. Synge Award zugesprochen. Er ist Mitglied der slowenischen Ingenieursakademie. 2009 wurde er Wissenschaftsbotschafter der Republik Slowenien. 2020 wurde Mohar in die Royal Society of Canada gewählt.
Er ist einer der Hauptherausgeber von Journal of Combinatorial Theory B.

## Schriften (Auswahl)
- mit T. Pisanski: How to compute the Wiener index of a graph, Journal of Mathematical Chemistry, Band 2, 1988, S. 267–277
- Isoperimetric inequalities, growth, and the spectrum of graphs, Linear Algebra and its Applications, Band 103, 1988, S. 119–131
- Isoperimetric numbers of graphs, Journal of Combinatorial Theory, Series B, Band 47, 1989, S. 274–291
- mit W. Woess: A survey on spectra of infinite graphs, Bulletin of the London Mathematical Society, Band 21, 1989, S. 209–234
- Eigenvalues, diameter, and mean distance in graphs, Graphs and combinatorics, Band 7, 1991, S. 53–64
- The Laplacian spectrum of graphs, in Y. Alavi, G. Chartrand, O. R. Oellermann, A. J. Schwenk: Graph theory, combinatorics, and applications, Band 2, Wiley 1991, S. 871–898
- Laplace eigenvalues of graphs—a survey, Discrete mathematics, Band 109, 1992, S. 171–183
- mit Svatopluk Poljak: Eigenvalues in combinatorial optimization, in: R. A. Brualdi, S. Friedland, V. Klee (Hrsg.), Combinatorial and graph-theoretical problems in linear algebra, Springer 1993, S. 107–151
- mit I. Gutman: The quasi-Wiener and the Kirchhoff indices coincide, Journal of Chemical Information and Computer Sciences, Band 36, 1996, S. 982–985
- Some applications of Laplace eigenvalues of graphs, in: G. Hahn, G. Sabidussi (Hrsg.), Graph Symmetry, Kluwer 1997, S. 225–275
- mit Carsten Thomassen: Graphs on surfaces, Johns Hopkins University Press 2001